# Incidente ferroviario di Cercola
L'incidente ferroviario di Cercola fu uno scontro di treni avvenuto il 10 luglio 1979 a circa 1 km dalla stazione di Cercola, sulla Ferrovia Circumvesuviana.
.

## Dinamica dei fatti
Il treno viaggiatori partito dalla stazione di Napoli alle ore 13:30 per Poggiomarino, composto di 6 carrozze con circa 600 passeggeri, si scontrò frontalmente con il treno partito da Poggiomarino diretto in senso inverso. I due treni si sarebbero dovuti incrociare nella stazione di Cercola ma il treno per Poggiomarino proseguì nonostante il segnale fosse rosso per circa un km oltre la stazione. Il dirigente del centro movimento di Napoli, accortosi dal quadro generale di controllo del superamento del segnale, comunicò al radiocitofono dei treni di arrestarsi ma invano: alle 13:43 avvenne l'impatto.
Le locomotive si incastrarono l'una nell'altra mentre le carrozze si accartocciavano. I passeggeri rimasti indenni si prodigarono ai primi soccorsi mentre giungevano poco dopo le forze dell'ordine, i vigili del fuoco e i soccorsi medici.
Vennero avviate due inchieste: una della magistratura affidata al sostituto procuratore Italo Ormanni, un'altra della competente autorità ferroviaria. Le indagini rilevarono come evidente la colpa del deceduto macchinista Antonio Maida, che aveva superato a via impedita il segnale di partenza, ma misero sotto accusa il sistema automatico di controllo della circolazione ritenuto insoddisfacente ai fini della sicurezza alla prova dei fatti; il procuratore emise anche una comunicazione giudiziaria nei confronti del dirigente del centro operativo di Napoli.

## I treni coinvolti
- Treno Napoli-Poggiomarino[2]
- Treno Poggiomarino-Napoli [2].

## Le vittime
Le vittime dell'incidente furono 13; salirono a 14 con il decesso di uno dei feriti gravemente, dopo due giorni di coma
Oltre sessanta viaggiatori rimasero feriti in maniera più o meno grave.